# Старый вокзал (Челябинск)
Ста́рый вокза́л — памятник архитектуры в Челябинске, расположенный на Привокзальной площади. Ранее — пассажирский терминал железнодорожной станции Челябинск-Главный.

## История
Первый челябинский вокзал был построен практически одновременно с открытием линии. Это было скромное деревянное здание, не предназначенное для долговременного ожидания поезда.
В конце октября 1892 года на станции было построено новое одноэтажное кирпичное здание. После образования в 1934 году Южно-Уральской железной дороги, была проведена реконструкция здания вокзала с надстройкой второго этажа.
К концу 50-х годов XX века стало очевидно, что существующий вокзал не справляется с возросшим пассажиропотоком, и было принято решение о строительстве нового. Новое здание, построенное южнее старого, было торжественно открыто 5 ноября 1965 года.